# Nordgau (Elzas)

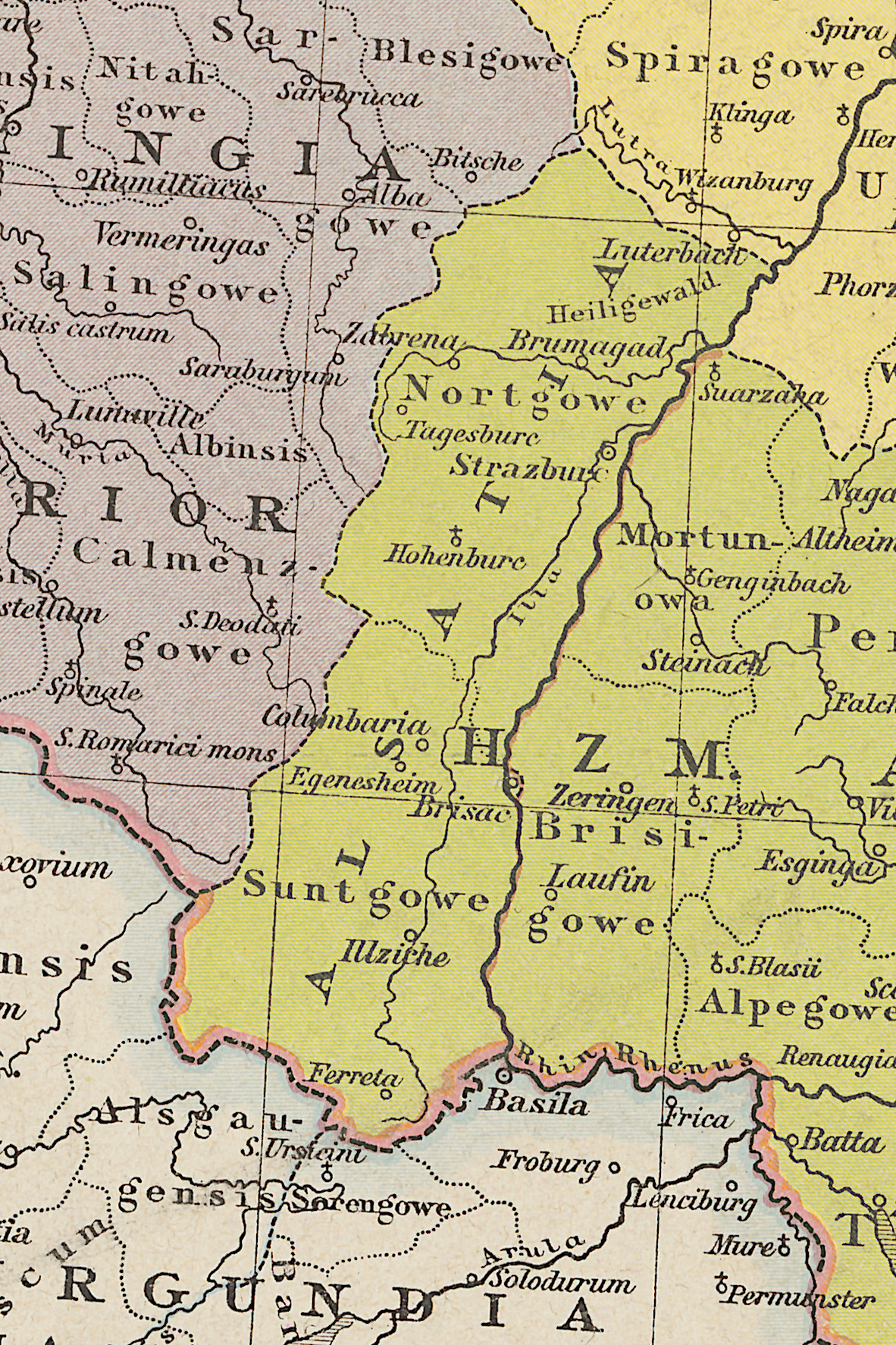
Nordgau, op deze gereconstrueerde kaart gespeld als 'Nortgowe'

De Nordgau (Nederlands: Noordgouw) ook gespeld als Nordgowe of Nortgowe, was een middeleeuws gouwgraafschap in de Elzas.
In de middeleeuwen werd het gebied van het hertogdom Elzas in twee gouwen opgedeeld, de Noordgouw ("Nordgowe", Nordgau, Neder-Elzas) en de Zuidgouw ("Suntgowe", Sundgouw, Opper-Elzas). De grens lag ten zuiden van Schlettstadt.
De Elzassische Nordgau was vanaf de 9e tot het einde van de 11e eeuw bijna voortdurend in het bezit van het huis der Etichonen. De familie ontwikkelde zich tot de graven van Egisheim en Dagsburg, welk bezit echter in de Opper-Elzas te zien is. De Nordgau ging grotendeels op in het bisdom Straatsburg, gedeelten kwamen ook aan de Habsburgers. Verdere landerijen hoorden bij Rappoltstein, de Rijksstad Straatsburg en sommige rijkssteden van de Tienstedenbond, evenals de bezittingen van de Neder-Elzassische Ridderschap.

## Graven in de Nordgau uit het huis der Etichonen
- Eberhard III, 888 graaf in de Nordgau, † na 898
  - Eberhard, graaf 913-933, zoon van Eberhard III
  - Hugo III, 910 graaf in de Nordgau, † 940, zoon van Eberhard III
    - Hugo IV, 959 bevestigd, zoon van Hugo III
    - Eberhard IV, 959/967 graaf in de Nordgau, †972/973, zoon van Hugo III
      - Hugo V Raucus, † vóór 986, 951/973 graaf in de Nordgau, zoon van Eberhard IV
        - Eberhard V, 986/1016 graaf in de Nordgau, zoon van Hugo V
        - Hugo VI, graaf in de Nordgau en van Egisheim, zoon van Hugo V
          - Gerhard I, graaf van Egisheim, X 1038, zoon van Hugo VI
          - Hugo VII, graaf van Dagsburg, † 1046/49, zoon van Hugo VI
            - Hendrik I, graaf van Egisheim en Dagsburg, † rond 1065, zoon van Hugo VII
              - Gerard II, 1065 graaf in de Nordgau, 1098 graaf van Egisheim, zoon van Hendrik I
              - Hugo VIII van Egisheim, 1074 graaf van Dagsburg, † 1089, zoon van Hendrik I
              - Albert I van Egisheim, 1089 graaf van Dagsburg, † 1098, zoon van Hendrik I

De nakomelingen van Albert I noemen zich Graaf van Dagsburg.